# 19e sessie van de Commissie voor het Werelderfgoed

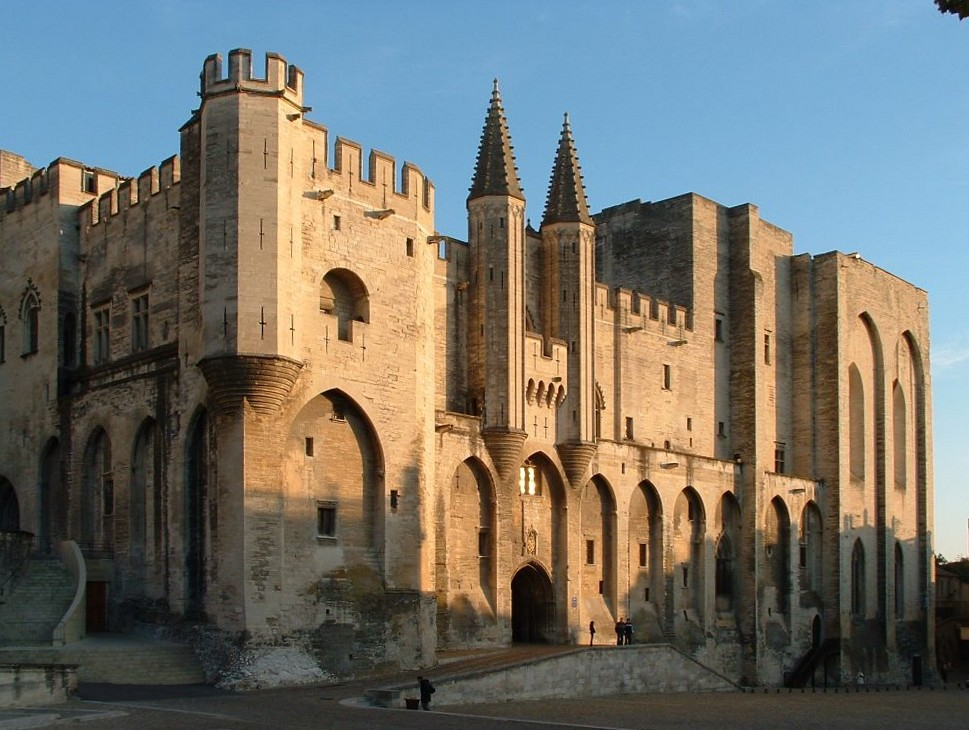
Pausenpaleis (Avignon)

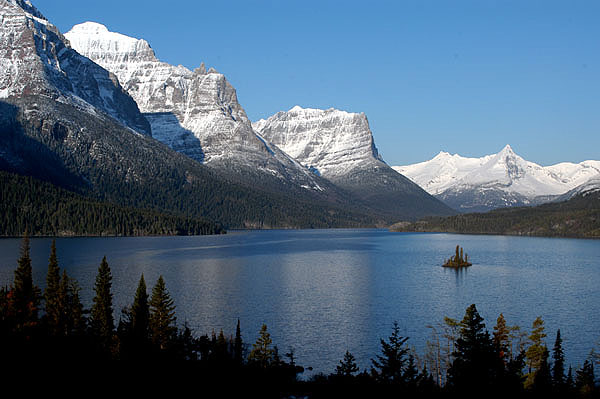
Waterton Glacier International Peace Park

De 19e sessie van de Commissie voor het Werelderfgoed van UNESCO vond van 4 december tot 9 december 1995 plaats in Berlijn in Duitsland. Er werden 29 nieuwe omschrijvingen aan de werelderfgoedlijst toegevoegd. Hiervan waren 23 dossiers met betrekking tot cultureel erfgoed en 6 met betrekking tot natuursites. Het totale aantal inschrijvingen komt hiermee op 469 (349 cultureel erfgoed, 17 gemengde omschrijvingen en 103 natuurlijk erfgoed). Op de lijst van bedreigd werelderfgoed of rode lijst werd een locatie toegevoegd.

## Wijzigingen in 1995
In 1995 zijn de volgende locaties toegevoegd:

### Cultureel erfgoed
- Canada: Oude plaats Lunenburg
- Chili: Nationaal park Rapa Nui (Paaseiland)
- Colombia: Historisch centrum van Santa Cruz de Mompox
- Colombia: Nationaal archeologisch park Tierradentro
- Colombia: Archeologisch park San Agustín
- Denemarken: Kathedraal van Roskilde
- Filipijnen: Rijstterrassen van de Filipijnse Cordilleras
- Frankrijk: Historisch centrum van Avignon: pauselijk paleis, bisschoppelijk ensemble en brug
- Italië: Historisch centrum van Siena
- Italië: Historisch centrum van Napels
- Italië: Crespi d'Adda
- Italië: Ferrara, stad van de Renaissance in de Podelta (uitgebreid in 1999)
- Japan: Historische dorpen van Shirakawa-gō en Gokayama
- Laos: Stad Luang Prabang
- Nederland: Schokland en omgeving
- Portugal: Cultuurlandschap van Sintra
- Tsjechië: Kutná Hora: historisch stadscentrum met Sint-Barbarakerk en Onze-Lieve-Vrouwekathedraal in Sedlec
- Uruguay: Historische wijk van Colonia del Sacramento
- Verenigd Koninkrijk: Edinburgh, oude en nieuwe stad
- Zuid-Korea: Seokguramgrot en Bulguksatempel
- Zuid-Korea: Haeinsatempel Janggyeong Panjeon, bewaarplaats van de Tripitaka Koreana houtblokken
- Zuid-Korea: Jongmyo heiligdom
- Zweden: Hanzestad Visby

### Natuurerfgoed
- Canada / Verenigde Staten van Amerika: Waterton Glacier International Peace Park (het Amerikaanse gedeelte is Glacier National Park)
- Duitsland: Fossielenvindplaats Groeve Messel
- Hongarije / Slowakije: Grotten van de Aggtelek Karst en Slowaakse Karst (uitgebreid in 2000)
- Rusland: Maagdelijke Komiwouden
- Verenigd Koninkrijk: Gough en Inaccessible eilanden (uitgebreid in 2004)
- Verenigde Staten van Amerika: Nationaal park Carlsbad Caverns

### Uitbreidingen
In 1995 zijn geen locaties uitgebreid.

### Verwijderd van de rode lijst
In 1995 zijn geen locaties verwijderd van de rode lijst.

### Toegevoegd aan de rode lijst
In 1995 werd een locatie toegevoegd aan de lijst van bedreigd werelderfgoed of rode lijst.
- Yellowstone National Park in de Verenigde Staten (tot 2003 op rode lijst)

1977 · 
1978 · 
1979 · 
1980 · 
1981 · 
1982 · 
1983 · 
1984 · 
1985 · 
1986 · 
1987 · 
1988 · 
1989 · 
1990 · 
1991 · 
1992 · 
1993 · 
1994 · 
1995 · 
1996 · 
1997 · 
1998 · 
1999 · 
2000 · 
2001 · 
2002 · 
2003 · 
2004 · 
2005 · 
2006 · 
2007 · 
2008 · 
2009 · 
2010 · 
2011 · 
2012 · 
2013 · 
2014 · 
2015 · 
2016 · 
2017 · 
2018 · 
2019 · 
2020-2021 ·
2022-2023 ·
2024 ·
2025